# Бересье
Бе́ресье, также Бере́зье (эст. Beresje) — деревня в волости Сетомаа уезда Вырумаа, Эстония. На местном диалекте — Пере́си, Пере́се, Пере́сье, Бере́зье. Исторически относится к нулку Полода. До административной реформы местных самоуправлений Эстонии 2017 года входила в состав волости Микитамяэ уезда Пылвамаа.

## География и описание
Расположена в 42 километрах к северо-востоку от уездного центра — города Выру — и в 14 километрах к северу от волостного центра — посёлка Вярска. Расположена  на берегу Тёплого озера (эст. Lämmijärv), на небольшом мысе Кивинына (эст. Kivinõna). Высота над уровнем моря — 30 метров. К юго-западу от центра деревни находится бессточное озеро Бересье (на местном наречии также Пересе, Переси, на русском языке — Березинское).
Бересье — единственная деревня в Сетумаа, где живут староверы.
Климат переходный от морского к континентальному. Официальный язык — эстонский. Почтовый индекс — 64303.

## Население
По данным переписи населения 2021 года, в Бересье насчитывалось 26 жителей, из них 6 (23,1 %) — эстонцы.
По данным переписи населения 2011 года, в деревне проживали 38 человек, из них 9 (23,7 %) — эстонцы (сету в перечне национальностей выделены не были).
Численность населения деревни Бересье по данным переписей населения СССР и Департамента статистики Эстонии:
| Год  | 1959 | 1970  | 1979  | 1989 | 2000 | 2011 | 2018 | 2017 | 2019 | 2020 | 2021 |
| ---- | ---- | ----- | ----- | ---- | ---- | ---- | ---- | ---- | ---- | ---- | ---- |
| Чел. | 151  | ↘ 116 | ↘ 107 | ↘ 66 | ↘ 62 | ↘ 38 | ↗ 39 | ↗ 40 | ↘ 33 | ↘ 30 | ↘ 26 |

## История
Деревня Бересье была впервые упомянута в 1582 году. В письменных источниках 1585–1587 годов упоминается Березье, Подберезья, Исадъ на Березѣ, 1686 года — Подберезная, 1782 года — Березья, 1783 года — Березя, 1792 года — Подберезье, 1796 года — Podberesnaja, 1886 года — Pereznä, Peresi, 1903 года — Beresi, 1904 года — Bereźje, 1920 года — Beresje, 1922 года — Berese, 1928 года — Perese.
На военно-топографических картах Российской империи (1846–1863 годы), в состав которой входила Лифляндская губерния, деревня обозначена как Березье.
В XVI веке 5/6 деревни и мест для ловли рыбы принадлежали короне (царю и князьям), 1/6 часть — монастырю. В XVIII веке деревня была поделена между мызниками и Псково-Печерским монастырём. В XIX веке Бересье входила в общину Любница и относилась к приходу Колпино (эст. Kulkna kihelkond). В начале XX века это была русская деревня, где также проживали эстонцы-лютеране, и она принадлежала монастырю Толвица (эст. Tolvitsa).

## Происхождение топонима
Название деревни может происходить из русского языка: под + березье («под берёзой») или под + березная («подбережная»). В случае эстонского происхождения можно привести слова из его диалектов: peresi, perese, pereski, peresintski, что означает «русские сапоги».

## Галерея

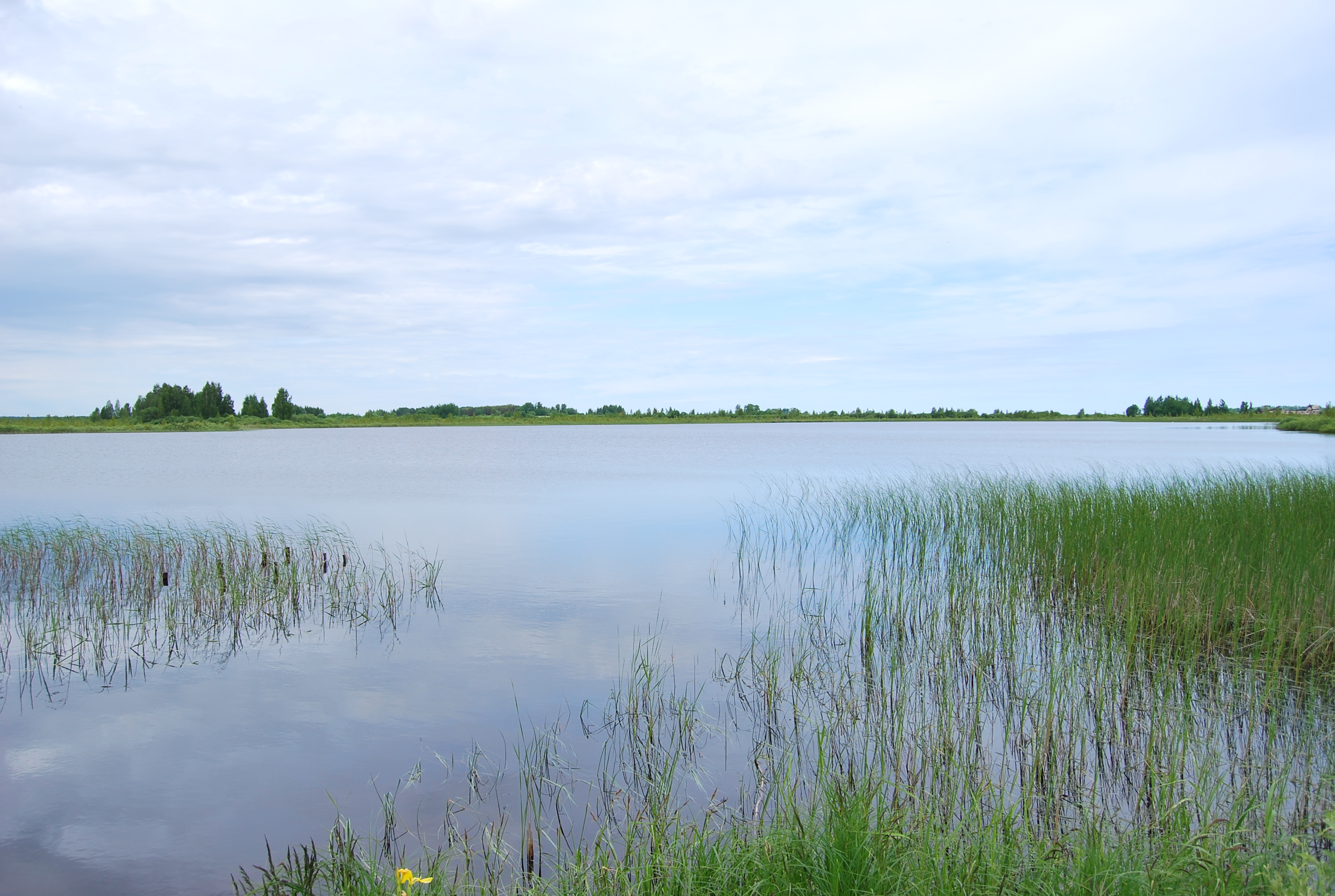
Озеро Бересье
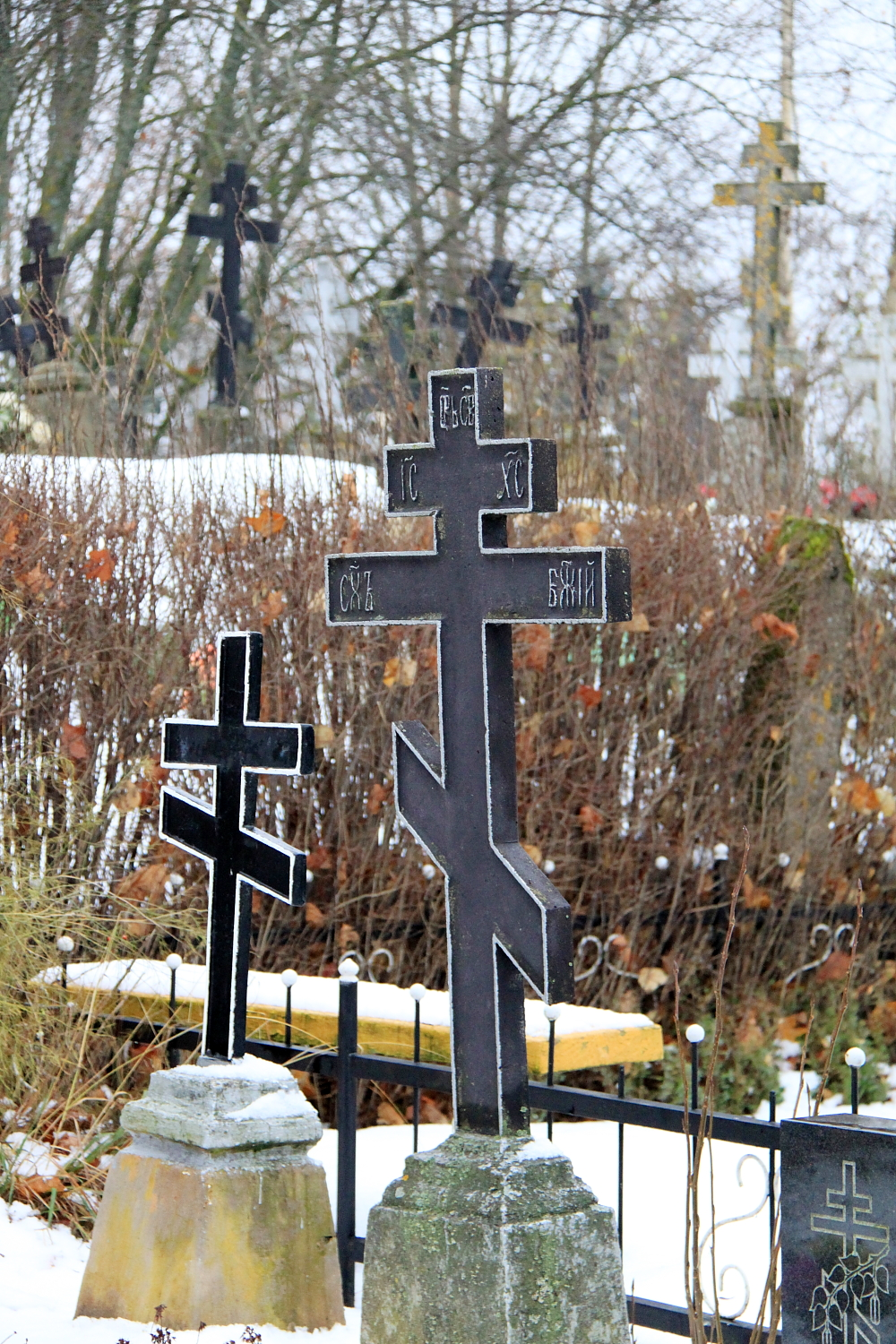
Кладбище деревни Бересье

## Комментарии
1. ↑  Эстонские топонимы, оканчивающиеся на -а, не склоняются и не имеют женского рода (исключение — Нарва)[10].